# Oligotoma dharwariana
Oligotoma dharwariana is een insectensoort uit de familie Oligotomidae, die tot de orde webspinners (Embioptera) behoort. De soort komt voor in India.
Oligotoma dharwariana is voor het eerst wetenschappelijk beschreven door Bradoo in 1971.